# Omar Pchakadze
Omar Pchakadze, född 12 augusti 1944 i K'ut'aisi, död 21 maj 1993 i Tbilisi, var en professionell cyklist från Sovjetunionen (Georgiska SSR). 
Pchakadze tävlade för Sovjetunionen vid de olympiska spelen 1968 i Mexico City, där han slutade 4:a. Han deltog även i de olympiska spelen fyra år senare, 1972, där han lyckades vinna brons.